# Wimbledon Championships 1878
Die zweiten Wimbledon Championships fanden vom 15. bis 20. Juli 1878 auf dem Gelände des All England Lawn Tennis and Croquet Club statt.
Mit der zweiten Auflage wurde ein Turniersystem, bestehend aus dem sogenannten All-Comers-Wettbewerb und der anschließenden Challenge Round, eingeführt. Der Titelverteidiger war automatisch für das Finale (die Challenge Round) qualifiziert, wo er auf den Herausforderer traf, der sich zuvor durch das Teilnehmerfeld des All-Comers-Wettbewerbs hindurcharbeiten musste. Dieses System wurde beim Turnier in Wimbledon noch bis 1922 beibehalten. In der Challenge Round kam eine weitere Regeländerung zur Anwendung: Der Gewinn eines Satzes erforderte ab einem Spielstand von 5:5 zwei Spiele Unterschied („advantage games“).
Aus den Erfahrungen beim ersten Turnier, bei dem der Aufschläger 62 % aller Spiele gewonnen hatte, entschloss man sich, die Aufschlaglinie um vier Fuß (1,2 m) ans Netz heranzurücken. Das Aufschlagfeld war dadurch mit 22 Fuß nur noch einen Fuß (30 cm) länger als heute. Die Höhe des Netzes an den Pfosten wurde geringfügig um drei Inch (ca. 7,5 cm) reduziert. Das Gewicht eines Balles wurde auf 2 Unzen (56 g) festgelegt.
Neben dem Vorjahressieger Spencer Gore nahmen 34 Spieler am Turnier teil. Die Challenge Round verfolgten etwa 700 Zuschauer.
Arthur Thomas Myers führte bei diesem Turnier den Überkopf-Aufschlag ein.

## Herreneinzel
In der Challenge Round schlug Frank Hadow den Titelverteidiger Spencer Gore. Hadow setzte gegen Gore, dessen Taktik wie auch im Jahr zuvor darin bestand, am Netz per Volley zu punkten, erfolgreich den Lob ein. Im All-Comers-Finale hatte Hadow zuvor Lestocq Robert Erskine geschlagen.
Da die Praxis des Volleys zu dieser Zeit umstritten war, gab es vor dem Finale Bestrebungen, ihn zu erschweren; so sollte eine „Volley-Linie“ parallel zum Netz gezogen werden, bis zu der der Spieler vollieren durfte. Ein zweiter in diesem Zusammenhang geäußerter Vorschlag, das Berühren des Netzes mit dem Schläger zu verbieten, wurde zum Turnier 1880 ins Regelwerk aufgenommen.